# Polove, Berezivka
Polove (în ucraineană Польове) este un sat în comunei Petrovirivka din raionul Berezivka, regiunea Odesa, Ucraina.

## Demografie
Componența lingvistică a localității Polove
     Ucraineană (71,79%)
     Română (22,22%)
     Rusă (5,13%)
     Alte limbi (0,85%)
Conform recensământului din 2001, majoritatea populației localității Polove era vorbitoare de ucraineană (71,79%), existând în minoritate și vorbitori de română (22,22%) și rusă (5,13%).